# Bajorané
Bajorané (čteno [bejdžorané]) jsou fiktivní humanoidní mimozemská rasa ze sci-fi světa Star Treku. 

## Fyziognomie
Bajorané jsou velmi podobní lidem. Výrazným vizuálním odlišovacím znakem je vroubkovaný nos.

## Historie a kultura
Bajorané žijí na planetě Bajor, která byla okupována Cardassiany. Na její orbitě je federační vesmírná stanice Deep Space Nine, za cardassianské okupace pojmenovaná Terok Nor. Blízko Bajoru je také první objevená stabilní červí díra do Gamma kvadrantu. Díky té se Bajor nestal bezvýznamnou planetou na hranicích federace, ale významným strategickým a obchodním místem. Podle tradice Bajorané používají křestní jméno namísto příjmení.

## Postavy z Bajoru
- plukovník Kira Nerys (Star Trek: Stanice Deep Space Nine)
- podporučík Ro Laren (Star Trek: Nová generace)